# Верхнее Скоблино
Верхнее Скоблино — упразднённая деревня в Тегульдетском районе Томской области России. Входила в состав Белоярского сельской администрации. Упразднена в 2004 году.

## География
Деревня располагалась на правом берегу реки Чулым у озера Скоблинская Курья, в 8 км (по прямой) к юго-западу от посёлка Белый Яр.

## История
По данным на 1926 год деревня Верхне-Скоблина состояли из 32 хозяйств, основное население — русские. В административном отношении входила в состав Тюзюльского сельсовета Сусловского района Ачинского округа Сибирского края.
В 1930-е годы в деревне были поселены спецпереселенцы из кулацких элементов.
Постановлением Томской облдумы от 30 сентября 2004 года № 1490 деревня Верхнее Скоблино исключена из учётных данных.

## Население
| 1926 | 1939 | 1952 | 1959 | 1970 | 1979 | 1989 | 2002 |
| ---- | ---- | ---- | ---- | ---- | ---- | ---- | ---- |
| 134  | ↗623 | ↘482 | ↘249 | ↘173 | ↘113 | ↘75  | ↘1   |

По данным переписи 2002 года в национальном составе деревни русские составляли 100 % населения.